# Weitersfeld an der Mur
Weitersfeld an der Mur ist eine Ortschaft bzw. die Katastralgemeinde Weitersfeld der Gemeinde Straß in Steiermark. Weitersfeld an der Mur war ehemals eine selbständige Gemeinde.
1968 wurden die ehemaligen Gemeinden Oberschwarza, Lichendorf, Seibersdorf bei Sankt Veit und Unterschwarza nach Weitersfeld an der Mur eingemeindet. Ein Jahr später wurde die Gemeinde in Murfeld umbenannt. 2020 wurde Murfeld aufgelöst, Seibersdorf wurde Sankt Veit in der Südsteiermark und das restliche Murfeld Straß in Steiermark zugeschlagen.
Einst gab es in Weitersfeld ein Wasserschloss, das im 16. Jahrhundert zerstört worden ist.
Der größte Teil der Einwohner teilt sich auf die Ortsteile Dorf und Dornhof auf, es gibt auch zahlreiche vereinzelte Häuser. Das erklärt sich durch den einst großen Anteil an Selbstversorgern (Landwirte).
Jedes Jahr kurz vor Weihnachten führt eine Strecke des Murfelder Adventlaufs durch Weitersfeld.

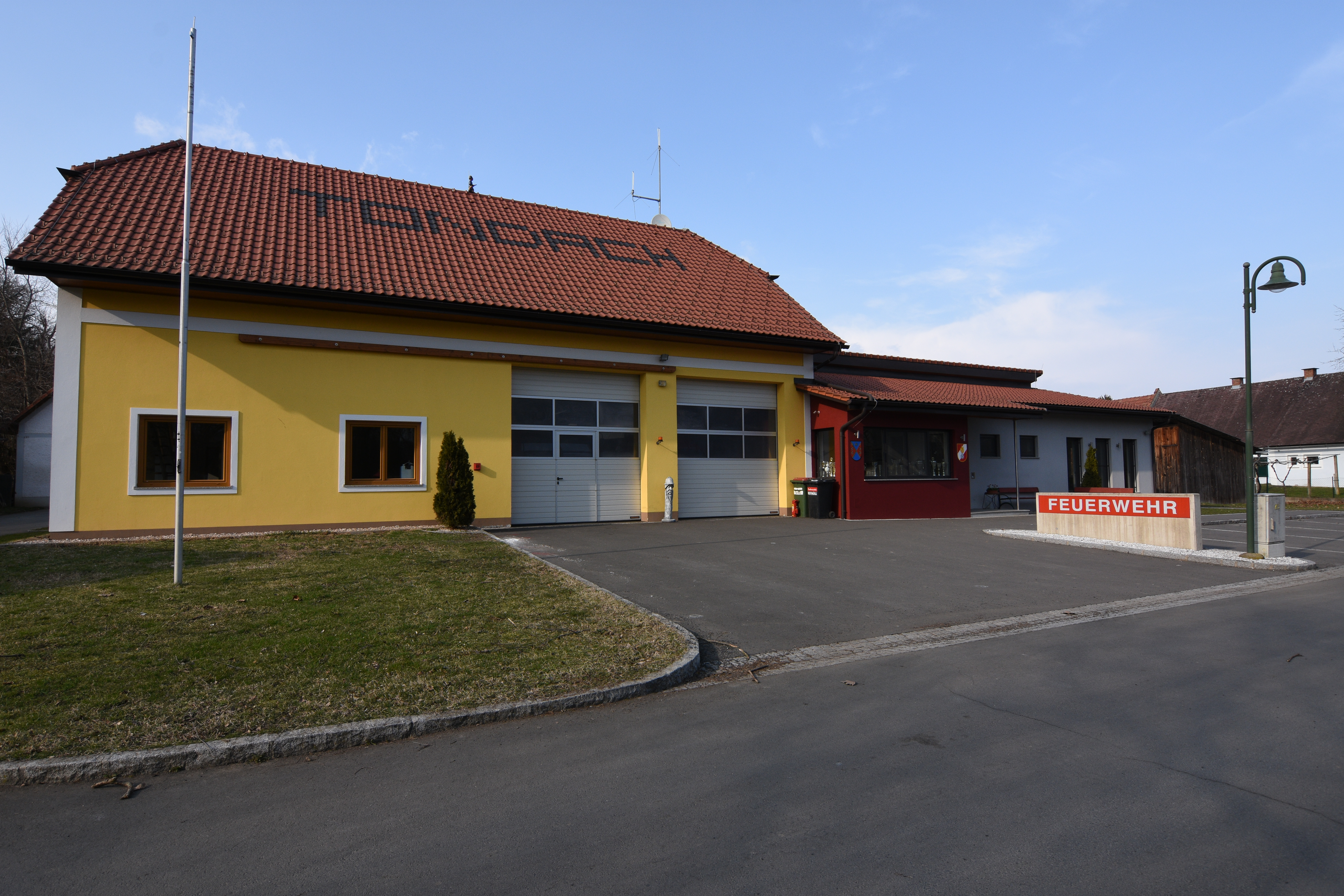
Feuerwehrhaus Freiwillige Feuerwehr Weitersfeld an der Mur

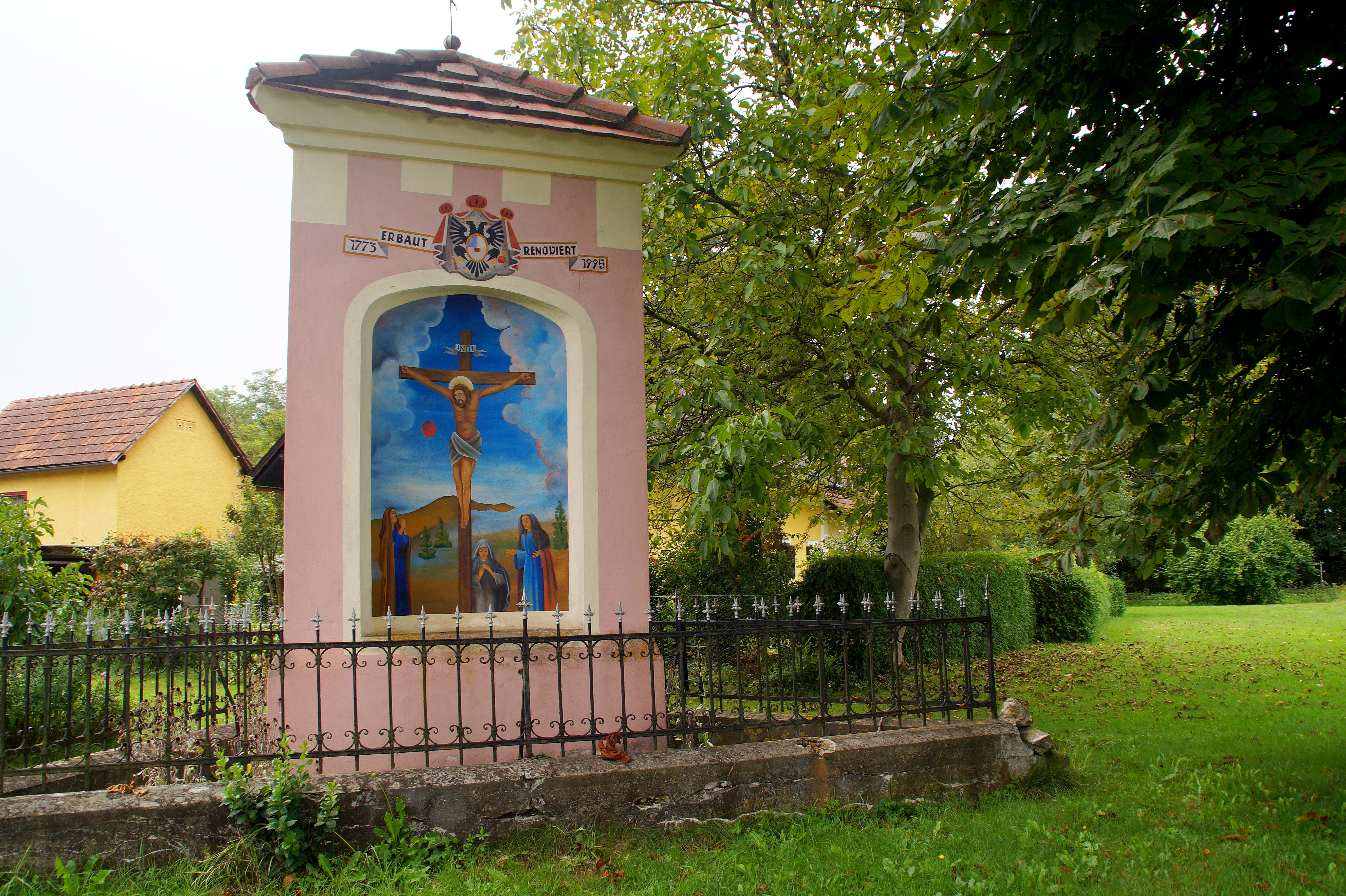
Bildstock